# VK Belogorje
VK Belogorje är en volleybollklubb från Belgorod, Ryssland. Klubben grundades 1976. Laget har haft stora framgångar både i Ryssland och internationellt. De har blivit ryska mästare åtta gånger (1997, 1998, 2000, 2002, 2003, 2004, 2005, 2013), ryska cupen åtta gåner (1995, 1996, 1997, 1998, 2003, 2005, 2012 och 2013) och ryska supercupen en gång (2013). På Europanivå har de vunnit CEV Champions League tre gånger (2003, 2004 och 2014) och CEV Cup två gånger (2009 och 2018) och CEV Challenge Cup en gång (2019). Klubben har också vunnit världsmästerskapet i volleyboll för klubblag en gång (2014).
Laget har genom åren använt ett antal olika namn:
- 1976–1981 	Tekhnolog Belgorod
- 1981–1987 	Lokomotiv Belgorod
- 1987–1992 	Agrarnik Belgorod
- 1992–1993 	Belogorje Belgorod
- 1993–1995 	Lokomotiv Belgorod
- 1995–1997 	Belogorje Belgorod
- 1997–2001 	Belogorje-Dynamo Belgorod
- 2001–2011 	Lokomotiv-Belogorie Belgorod
- 2011– 	Belogorje Belgorod